# Konferencja Episkopatu Włoch
Konferencja Episkopatu Włoch (wł. Conferenza Episcopale Italiana, CEI) − instytucja zrzeszająca włoskich biskupów katolickich.
Konferencja została powołana do istnienia 8 stycznia 1952 we Florencji, jako ciało zrzeszające przewodniczących konferencji regionalnych z terenu Włoch. Jest jedyną konferencją episkopatu, której przewodniczący nie jest wybierany przez jej członków, lecz nominuje go papież. Członkami konferencji są arcybiskupi i biskupi wszystkich rytów z diecezji włoskich i Kościołów partykularnych, biskupi koadiutorzy i pomocniczy, biskupi tytularni, którym Stolica Święta lub sama konferencja powierzyła jakikolwiek urząd stały jurysdykcyjnie obejmujący teren Włoch.
Konferencja Episkopatu Włoch składa się z konferencji regionalnych. Jest częścią Rady Konferencji Episkopatów Europy.

## Przewodniczący CEI

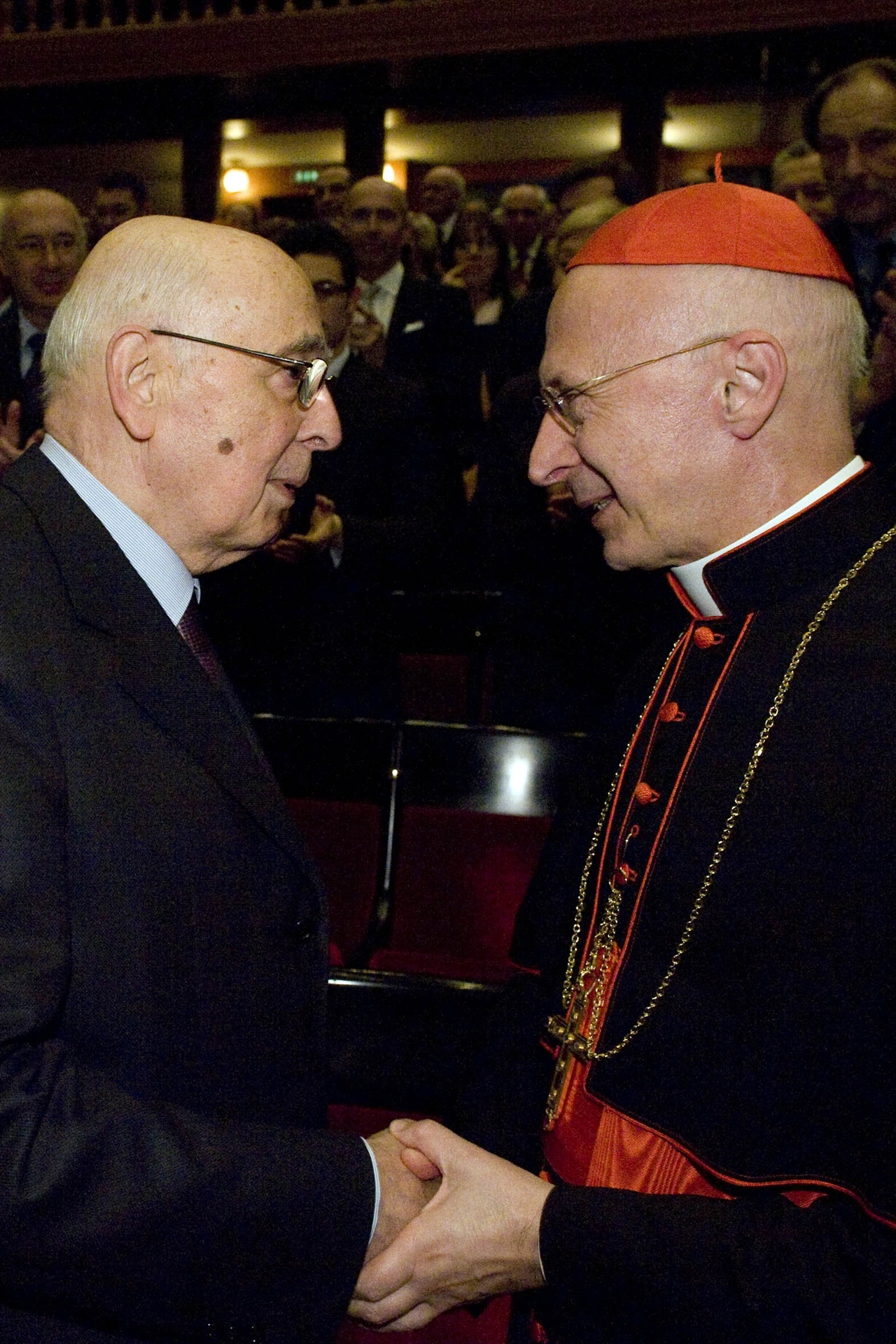
Kard. Angelo Bagnasco (przewodniczący CEI w latach 2007-2017) z prezydentem republiki Giorgio Napolitano.

- Alfredo Ildefonso Schuster, arcybiskup Mediolanu (1952 – 1953)
- Adeodato Giovanni Piazza, sekretarz Kongregacji ds. Biskupów (1953 – 1954)
- Maurilio Fossati, arcybiskup Turynu (1954 – 1958)
- Giuseppe Siri, arcybiskup Genui (1959 – 1965)
- komitet: Giovanni Colombo (arcybiskup Mediolanu), Ermenegildo Florit (arcybiskup Florencji), Giovanni Urbani (patriarcha Wenecji) (1965 – 1966)
- Giovanni Urbani, patriarcha Wenecji (1966 – 1969)
- Antonio Poma, arcybiskup Bolonii (1969 – 1979)
- Anastasio Alberto Ballestrero, arcybiskup Turynu (18 maja 1979 – 3 lipca 1985)
- Ugo Poletti, wikariusz generalny dla diecezji rzymskiej (1985 – 1991)
- Camillo Ruini, wikariusz generalny dla diecezji rzymskiej (marzec 1991 – 7 marca 2007)
- Angelo Bagnasco[2], arcybiskup Genui (7 marca 2007 – 24 maja 2017)
- Gualtiero Bassetti[3], arcybiskup Perugii (24 maja 2017 – 24 maja 2022)
- Matteo Maria Zuppi, arcybiskup Bolonii (od 24 maja 2022)

## Sekretarze generalni
- Giovanni Urbani (1952 – 1953)
- Alberto Castelli (1954 – 1966)
- Andrea Pangrazio (1966 – 1972)
- Enrico Bartoletti (4 września 1972 – 5 marca 1976)
- Luigi Maverna (19 marca 1976 – 25 marca 1982)
- Egidio Caporello (24 lipca 1982 – 28 czerwca 1986)
- Camillo Ruini (28 czerwca 1986 – 17 stycznia 1991)
- Dionigi Tettamanzi (14 marca 1991 – 20 kwietnia 1995)
- Ennio Antonelli (26 maja 1995 – 5 kwietnia 2001)
- Giuseppe Betori (5 kwietnia 2001 – 20 października 2008)
- Mariano Crociata[4] (20 października 2008 – 19 listopada 2013)
  - Nunzio Galantino (28 grudnia 2013 – 25 marca 2014) (ad interim)
- Nunzio Galantino (25 marca 2014 – 26 czerwca 2018)
- Stefano Russo (28 września 2018 – 5 lipca 2022)
- Giuseppe Salvatore Baturi (od 5 lipca 2022)